# Maria Pierina De Micheli
Maria Pierina De Micheli, al secolo Giuseppa Maria (Milano, 11 settembre 1890 – Centonara, 26 luglio 1945), fu una suora della congregazione delle Figlie dell'Immacolata Concezione, beatificata nel 2010.

## Biografia
Nata a Milano, nel 1914 entrò nella locale casa della congregazione delle Figlie dell'Immacolata Concezione di Buenos Aires prendendo il nome di suor Maria Pierina. Operò presso la casa madre dell'istituto nella capitale argentina dal 1919 fino alla professione religiosa, nel 1921, quando rientrò a Milano. Di questa comunità fu eletta madre superiora nel 1928. Dalla nuova madre generale nel 1929 venne confermata superiora della casa di Milano e fu nominata delegata per gli affari all'estero, sicché da quella data si divise tra Milano e Roma. Nel 1938, d'accordo con la madre generale, iniziò la fondazione in Roma dell'Istituto Spirito Santo. Vi si trasferì nel 1939 e nel 1940 divenne superiora regionale d'Italia, ma continuò a recarsi a Milano a seguire le consorelle.
Visse profonde esperienze mistiche: avrebbe avuto apparizioni di Gesù e Maria, con l'invito a diffondere la devozione al Volto santo di Gesù. Il 9 agosto 1940 ottenne da Ildefonso Schuster (Curia di Milano), monaco benedettino, devoto del Santo Volto, l'autorizzazione a coniare una medaglia per propagare tale devozione. Le medaglie, tuttora richieste, riproducono l'immagine del Volto dell'uomo della Sindone di Torino. Madre Pierina operò molto per la loro diffusione; dopo la sua morte, l'opera fu continuata dal padre abate Ildebrando Gregori, dal 1940 direttore spirituale della beata nel periodo romano, che ne diffuse il culto in Italia, America, Asia e  Australia.
Il 15 luglio 1945 madre Pierina si ammalò gravemente di polmonite mentre era presso la casa religiosa della sua congregazione a Centonara d'Artò, frazione di Madonna del Sasso. Il 21 luglio si aggravò e ricevette l'Estrema Unzione. Morì il 26 luglio 1945. La salma fu deposta nel cimitero di Artò. Il 27 aprile 1970 venne trasportata nella cripta sottostante la cappella della Casa del Volto Santo in Centonara.
Il 27 marzo 2007 le spoglie di madre Pierina furono traslate a Roma, nella cappella dell'Istituto Spirito Santo, ove si trovano.

## Il culto
Papa Benedetto XVI l'ha riconosciuta venerabile il 17 dicembre 2007; il 3 aprile 2009 ha decretato l'autenticità di un miracolo attribuito alla sua intercessione consentendone la beatificazione, celebrata il 30 maggio 2010 nella basilica di Santa Maria Maggiore a Roma e presieduta dal prefetto della congregazione per le Cause dei Santi, Angelo Amato.
La Chiesa cattolica ha riconosciuto come miracolosa la guarigione di Vittorio Ianni, colpito nel 1988, poco più che cinquantenne, da un ictus cerebrale. Cinque anni dopo fu operato per un aneurisma dell'aorta e successivamente subì un altro ictus cerebrale, seguito da coma e paraplegia. La famiglia, vista la situazione disperata, pregò per ottenere il dono della guarigione mediante l'intercessione della Serva di Dio Pierina De Micheli. Il giorno dopo, 26 gennaio 1994, il malato uscì improvvisamente dal coma, chiese da mangiare e riprese l'attività motoria, tornando in seguito a una normale vita relazionale.

## Opere
Durante il processo canonico in vista della beatificazione è stata pubblicata parte dei suoi scritti:
- M. Pierina De Micheli, Dal diario. 1940-1945, Casa generalizia [delle Figlie dell'Immacolata Concezione di Buenos Aires], Roma 1982, Ed. pro manuscripto
- Madre Pierina De Micheli, Lettere ai sacerdoti, a cura di P. Germano Cerafogli, Suore Figlie dell'Immacolata Concezione di Buenos Aires, Roma 1991
- M. Pierina De Micheli, Dal diario. (1940-1945). Voglio tutto quello che vuole Gesù, costi quel che costi, Congregazione delle Figlie dell'Immacolata Concezione di Buenos Aires, Roma 2007
- Maria Pierina De Micheli, Consolare Gesù ecco la mia missione in terra. Pensieri scelti, a cura di Nicola Gori, Edizioni San Paolo, Cinisello Balsamo (Milano) 2010